# شخصیت یک مرد محترم
شخصیت یک مرد محترم (انگلیسی: A Gentleman's Dignity; کره‌ای: 신사의 품격) یک مجموعهٔ تلویزیونی کره جنوبی سال ۲۰۱۲ با بازی جانگ دونگ گون، کیم ها-نول، کیم سو رو، کیم مین جونگ و لی جونگ هیوک است. این مجموعه از ۲۶ مه تا ۱۲ اوت ۲۰۱۲، روزهای شنبه و یکشنبه ساعت ۲۱:۵۵ (کی‌اس‌تی) از اس‌بی‌اس برای ۲۰ قسمت پخش شد. این مجموعه بازگشت جانگ دونگ گون به تلویزیون پس از ۱۲ سال بود.

## بازیگران

### اصلی
- جانگ دونگ گون در نقش کیم دو جین[۵][۶]
- کیم ها-نول در نقش سو یی سو[۷][۸][۹]
- کیم سو رو در نقش ایم ته سان[۱۰]
- کیم مین جونگ در نقش چوی یون[۱۱][۱۲][۱۳]
- لی جونگ هیوک در نقش لی جونگ روک[۱۴][۱۵]